# Cyrtolobus ovatus
Cyrtolobus ovatus är en insektsart som beskrevs av Van Duzee. Cyrtolobus ovatus ingår i släktet Cyrtolobus och familjen hornstritar. Inga underarter finns listade i Catalogue of Life.